# Basananthe aciphylla
Basananthe aciphylla je biljka iz porodice Passifloraceae, roda Basananthe. Raste u Somaliji. Nema sinonima za ovu biljku.

## Vanjske poveznice
- International Organization for Plant Information (IOPI). "Plant Name Details" (HTML). Međunarodni indeks biljnih imena.
- Basananthe na Germplasm Resources Information Network (GRIN)  Arhivirana inačica izvorne stranice od 5. svibnja 2009. (Wayback Machine), SAD-ov odjel za poljodjelstvo, služba za poljodjelska istraživanja.